# Holcosus undulatus
Espèce
Synonymes
- Cnemidophorus undulatus Wiegmann, 1834
- Ameiva undulata (Wiegmann, 1834)
- Ameiva undulata undulata (Wiegmann, 1834)
- Ameiva pulchra Hallowell, 1861
- Ameiva undulata pulchra Hallowell, 1861
- Cnemidophorus amivoides Cope, 1894
- Ameiva undulata parva Barbour & Noble, 1915
- Ameiva fesetiva miadis Barbour & Loveridge, 1929
- Ameiva undulata miadis Barbour & Loveridge, 1929
- Ameiva undulata hartwegi Smith, 1940
- Ameiva undulata stuarti Smith, 1940
- Ameiva undulata amphigramma Smith & Laufe, 1946
- Ameiva undulata dextra Smith & Laufe, 1946
- Ameiva undulata gaigeae Smith & Laufe, 1946
- Ameiva undulata podarga Smith & Laufe, 1946
- Holcosus undulatus podargus (Smith & Laufe, 1946)
- Ameiva undulata sinistra Smith & Laufe, 1946
- Ameiva undulata thomasi Smith & Laufe, 1946

Statut de conservation UICN

 LC  : Préoccupation mineure
Holcosus undulatus est une espèce de sauriens de la famille des Teiidae.

## Répartition
Cette espèce se rencontre entre 80 et 100 m d'altitude :

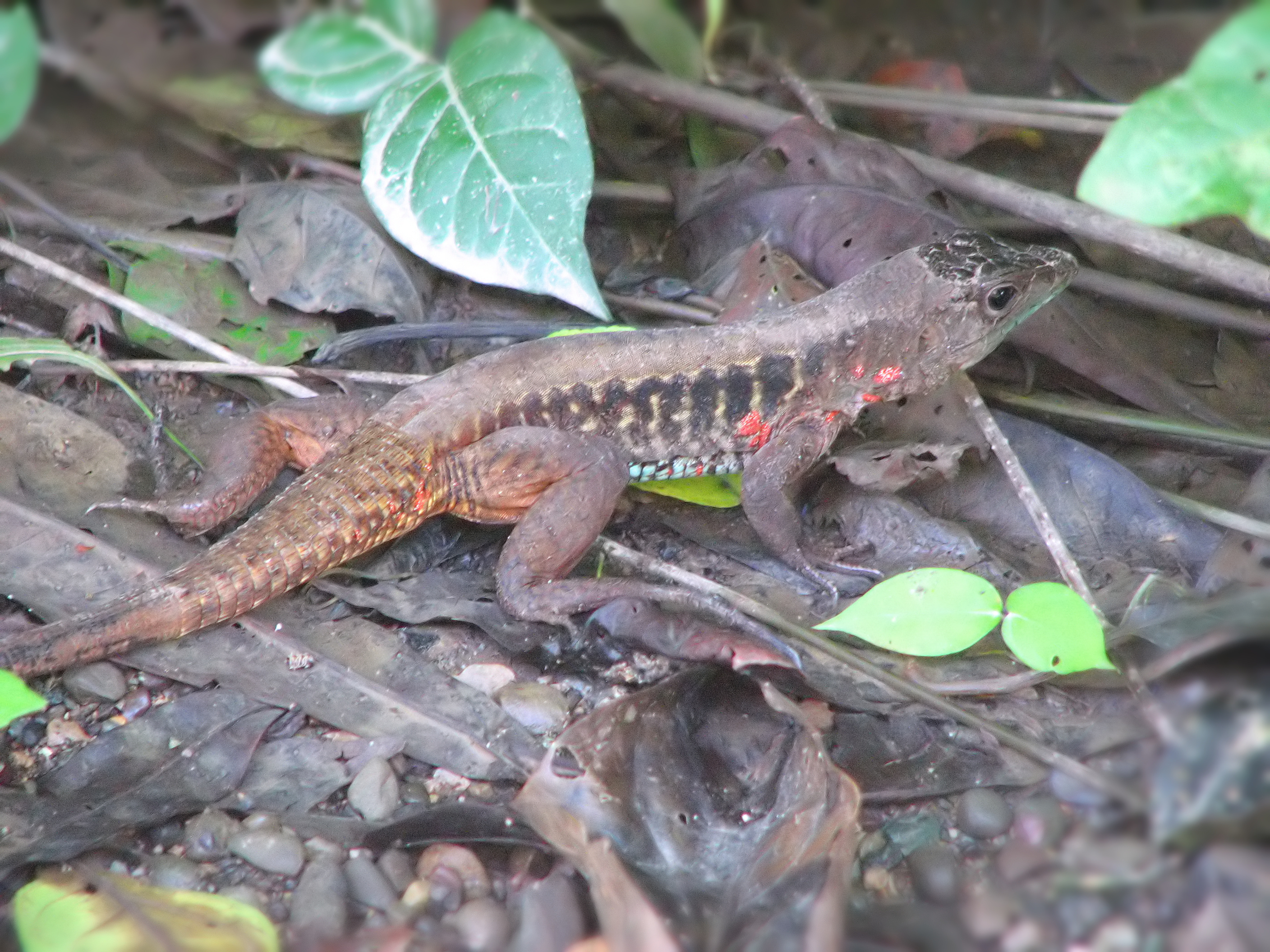

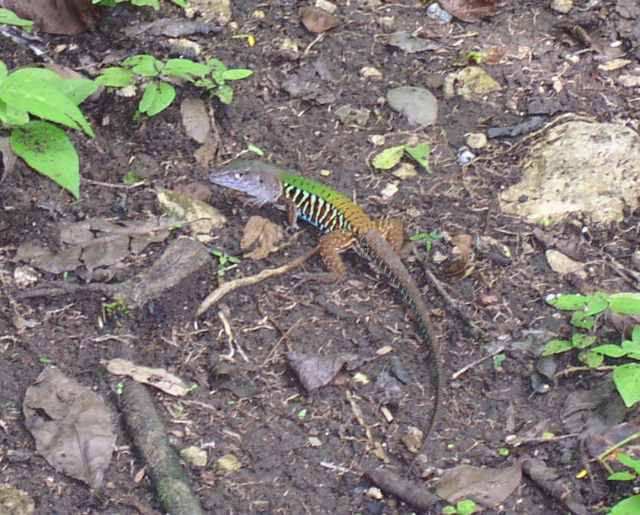

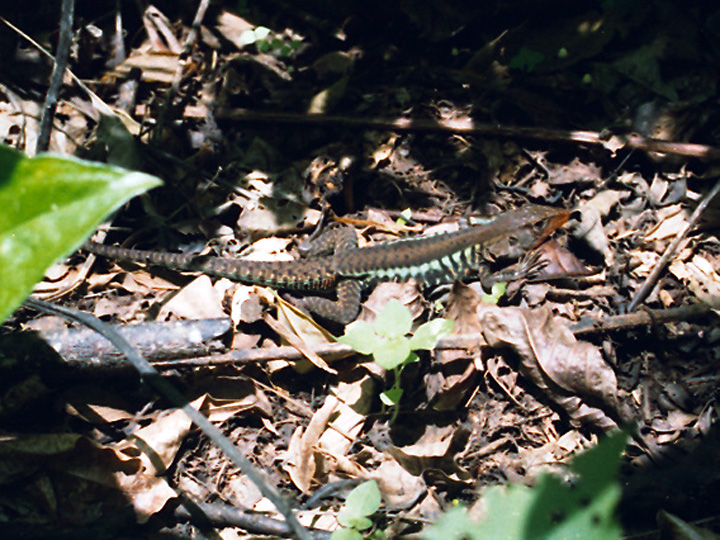

- au Costa Rica ;
- au Nicaragua ;
- au Honduras ;
- au Salvador ;
- au Guatemala ;
- au Belize ;
- au Mexique.

## Liste des sous-espèces
Selon The Reptile Database (23 septembre 2015) :
- Holcosus undulatus amphigrammus (Smith & Laufe, 1946)
- Holcosus undulatus dextrus (Smith & Laufe, 1946)
- Holcosus undulatus gaigeae (Smith & Laufe, 1946)
- Holcosus undulatus hartwegi (Smith, 1940)
- Holcosus undulatus miadis (Barbour & Loveridge, 1929)
- Holcosus undulatus parvus (Barbour & Noble, 1915)
- Holcosus undulatus pulcher (Hallowell, 1861)
- Holcosus undulatus sinistra (Smith & Laufe, 1946)
- Holcosus undulatus stuarti (Smith, 1940)
- Holcosus undulatus thomasi (Smith & Laufe, 1946)
- Holcosus undulatus undulatus (Wiegmann, 1834)

## Publications originales
- Barbour & Loveridge, 1929 : Vertebrates from the Corn Islands: reptiles and amphibians. Bulletin of the Museum of Comparative Zoology, Cambridge, Massachusetts, vol. 69, p. 138-146 (texte intégral).
- Barbour & Noble, 1915 : A revision of the lizards of the genus Ameiva. Bulletin of the Museum of Comparative Zoology at Harvard College, vol. 59, p. 417-479 (texte intégral).
- Hallowell, 1861 "1860" : Report upon the Reptilia of the North Pacific Exploring Expedition, under command of Capt. John Rogers, U. S. N. Proceedings of the Academy of Natural Sciences of Philadelphia, vol. 12, p. 480-510 (texte intégral).
- Smith, 1940 : Descriptions of new lizards and snakes from México and Guatemala. Proceedings of the Biological Society of Washington, vol. 53, p. 55-64 (texte intégral).
- Smith & Laufe, 1946 : A summary of Mexican lizards of the genus Ameiva. University of Kansas science bulletin, vol. 31, no 2, p. 7-73 (texte intégral).
- Wiegmann, 1834 : Herpetologia mexicana, seu Descriptio amphibiorum Novae Hispaniae quae itineribus comitis De Sack, Ferdinandi Deppe et Chr. Guil. Schiede in Museum zoologicum Berolinense pervenerunt. Pars prima saurorum species amplectens, adjecto systematis saurorum prodromo, additisque multis in hunc amphibiorum ordinem observationibus. Lüderitz, Berlin, p. 1-54 (texte intégral).